# 吳蘭 (弘治進士)
吴兰（1470年—？），字佩之，直隶蘇州府昆山县人，民籍，明朝政治人物。

## 生平
弘治八年（1495年）乙卯科應天府鄉試第一百九名舉人。弘治十二年（1499年）中式己未科會試第五十名，三甲第一百六名進士。授知县，正德元年（1506年）十二月选授南京云南道试監察御史。

## 家族
曾祖吴珫；祖吴鼎，封吏部主事；父吴瑞，工部主事。母俞氏，封安人。具庆下。